# Fuxi He
Fuxi He (kinesiska: 釜溪河) är ett vattendrag i Kina. Det ligger i provinsen Sichuan, i den sydvästra delen av landet, omkring 190 kilometer sydost om provinshuvudstaden Chengdu.
Genomsnittlig årsnederbörd är 1 434 millimeter. Den regnigaste månaden är september, med i genomsnitt 295 mm nederbörd, och den torraste är december, med 19 mm nederbörd.